# Anton Dragten
Anton Alexander Dragten (Paramaribo, 25 juli 1869 – Paramaribo, 19 februari 1949) was een Surinaams industrieel en politicus.

## Biografie
Dragten was de zoon van Frederik Frans Dragten en Maria Johanna Dorwer.
Aan het begin van zijn loopbaan was hij landmeter bij de firma A.F.C. Curiel & Coen. Later werd hij ondernemer in het ontginnen van grondstoffen (onder meer balata en goud). Tevens werkte hij als apotheker en was hij na  P.A. May redacteur bij de krant "Suriname: Koloniaal Nieuws- en Advertentieblad". Hij werd ook financier. 

### Politiek
Dragten was van 1922 tot 1932 lid van de Koloniale Staten en rond 1928 was hij daar vicevoorzitter.

## Trivia
Naar hem is in Paramaribo de Anton Dragtenweg vernoemd.